# Tipula pedicellaris
Tipula pedicellaris är en tvåvingeart som beskrevs av Alexander 1933. Tipula pedicellaris ingår i släktet Tipula och familjen storharkrankar. Inga underarter finns listade i Catalogue of Life.